# Снежана и ловац
Снежана и ловац (енгл. Snow White and the Huntsman) је америчко-британски филм из 2012. у режији Руперта Сандерса, инспирисан бајком Снежана Браће Грим.

## Главне улоге
| Глумац          | Улога                 |
| --------------- | --------------------- |
| Кристен Стјуарт | Снежана               |
| Рејфи Касиди    | Снежана као девојчица |
| Шарлиз Трон     | краљица Равена        |
| Изи Мајкл-Смол  | Равена као девојчица  |
| Крис Хемсворт   | ловац Ерик            |
| Сем Клафлин     | Вилијам               |